# Don't Breathe
Don't Breathe is een Amerikaanse thriller-horrorfilm uit 2016, geregisseerd door Fede Álvarez. In 2021 kwam een vervolg uit onder de naam Don't Breathe 2.

## Verhaal
Drie jongeren denken op een makkelijke manier veel geld te verdienen door in te breken bij een rijke, blinde veteraan. Wanneer de drie bij de blinde man inbreken en de man uiteindelijk wakker wordt blijkt de klus een grotere uitdaging te zijn dan verwacht. Tevens komen ze in het huis tot een schokkende ontdekking.

## Rolverdeling
- Jane Levy als Rocky
- Stephen Lang als Norman Nordstrom, de blinde man
- Dylan Minnette als Alex
- Daniel Zovatto als Money
- Franciska Törőcsik als Cindy Roberts
- Emma Bercovici als Diddy
- Christian Zagia als Raul
- Katia Bokor als Ginger
- Sergej Onopko als Trevor

## Achtergrond
Don't Breathe werd uitgebracht op 12 maart 2016 en werd door het publiek over het algemeen goed ontvangen. Op Rotten Tomatoes heeft de film een score van 88% op basis van 239 beoordelingen. Metacritic komt op een score van 71/100, gebaseerd op 39 beoordelingen.
Een half jaar nadat de film werd uitgebracht, maakte schrijver Fede Álvarez bekend dat ze bezig waren met het maken van een vervolg film. Deze film verscheen uiteindelijk vijf jaar later in augustus 2021 onder de naam Don't Breathe 2.